# Juan Francisco de Vidal
Juan Francisco de Vidal (Lima; 1800 — 1869) foi um político e Presidente do Peru de 17 de Outubro de 1842 a 15 de Março de 1843.